# Pseudochironomus nigrimanus
Pseudochironomus nigrimanus är en tvåvingeart som först beskrevs av Jean-Jacques Kieffer 1924.  Pseudochironomus nigrimanus ingår i släktet Pseudochironomus och familjen fjädermyggor.
Artens utbredningsområde är Tyskland. Inga underarter finns listade i Catalogue of Life.